# Hilarie Burton
Hilarie Ross Burton (Sterling, Virgínia, 1 de juliol de 1982) és una actriu, presentadora i productora estatunidenca.
És coneguda pel rol que desenvolupa en la sèrie televisiva One Tree Hill en el canal The CW, amb el paper de Peyton Elizabeth Sawyer. També ha treballat en diverses sèries i pel·lícules.

## Biografia
Ella mateixa descriu a la seva família com a "tight-knit" molt unida. Els seus pares es diuen Bill Burton, que és un col·leccionista d'antiguitats, i Lisa Burton, una agent immobiliària. Bill i Lisa van tenir 4 fills: Billy Burton, Conrad Burton, Johnny Burton i Hilarie Burton, dels quals ella és la gran i l'única noia.
La seva infància la va passar a Virgínia, i es va graduar al Park View High School l'any 2000. En aquest centre va ser una alumna molt destacada, en el seu tercer any de la secundària va ser vicepresidenta del consell d'estudiants i capitana de l'equip d'animadores. Els seus millors amics de la infància van ser Leon i Ariel.
Des de molt petita el seu somni sempre havia estat ser actriu, i per això es va mudar a Nova York, on va estudiar a la Universitat Fordham.
El 2004 es va casar amb un assistent directiu anomenat Ian Prage, amb qui 5 anys després (2009) es va divorciar. Ian Prage, fill del productor executiu Greg Prage, concretament va ser assistent del director Mark Schwahn en la sèrie One Tree Hill, on es van conèixer amb la Hilarie.
Fins fa molt poc la seva parella era l'actor Jeffrey Dean Morgan. A finals de l'any 2010 van tenir un fill anomenat Gus Augustus Morgan Burton.
Té una amistat molt propera amb els actors de One Tree Hill: Bethany Joy Galeotti, Sophia Bush i Chad Michael Murray.

## Carrera

### 2000−2003
El seu somni sempre havia estat ser actriu i des que era molt petita ja havia tingut la sort de desenvolupar aquesta passió. És per això que es va mudar a Nova York, on va estudiar a la Universitat Fordham. També va començar a perseguir el seu somni, i va aconseguir ser presentadora d'un segment d'un programa, TRL, de MTV, una cadena de televisió nord-americana especialista en la difusió de videoclips musicals. En veure el talent que va exposar en el “Total Request Live” els productors van oferir-li un contracte permanent.
Burton també va presentar els MTV Music Awards 2000, una gala de premis dels millors videoclips musicals. Gràcies a això, ràpidament es va convertir en famosa als Estats Units, i a partir d'aquí se li van presentar moltes altres oportunitats.
L'any 2002 va fer la seva primera aparició a la pantalla, en un petit paper a la sèrie televisiva Dawson's Creek, la qual cosa la va portar a ser escollida per protagonitzar One Tree Hill, amb el paper de Peyton Sawyer, a Carolina del Nord.
Hilarie encara treballava amb el programa de MTV, Total Request Live, quan va acceptar el paper a la nova sèrie. Això va provocar que s'hagués de desplaçar cada setmana de Nova York, on hi havia els estudis de Total Request Live, i Wilmington a Carolina del Nord, on es feia One Tree Hill. De dilluns a dijous treballava a Carolina del Nord, i els divendres tornava a Nova York per treballar a MTV.

### 2003−2009
Del 2003 al 2009 va protagonitzar One Tree Hill, que va començar sent emesa per la Warner Bros (The WB) i més tard es va unir amb UPN i van crear CW. A espanya la sèrie ha estat emesa per La 2, Cosmopolitan TV i Clan TV. El 23 de setembre de 2003 es va estrenar la sèrie, i va passar a ser un dels programes més valorats. El personatge que representava es diu Peyton Sawyer, una misteriosa animadora adolescent que té una gran passió pel dibuix i la música. Gràcies a aquest paper va aparèixer en la portada de Maxim, American Cheerleader Magazine i People.
El 2004 Burton va ser nominada per Teen Choice Award, pel paper de One Tree Hill, Choice TV Actress i guanyadora del premi Choice Breakout TV Star femenina. Un any més tard també va ser nominada per Choice TV Actress per comedia dramàtica.
L'any 2005 va sortir en la seva primera pel·lícula, un drama, anomenada Our Verry Own. Els seus companys de la pel·lícula i Burton van rebre en el prestigiós festival de cinema de Sarasota el premi de "Outstanding Ensemble Acting".
L'any 2007 va sortir en una altra pel·lícula dramàtica que es diu Normal Adolescent Behavior, on fa de Ryan. A més a més va protagonitzar una pel·lícula de terror que es diu The List.
El 2008 va fer una altra pel·lícula de terror sobrenatural: Solstice. També va fer un petit paper en la pel·lícula dramàtica de FOX The Secret Life of Bees. I finalment, aquest mateix any també va sortir en un episodi de la sèrie televisiva Little Britain USA.
El 2008 va acabar el Total Request Live de MTV, quan van gravar l'últim capítol hi va assistir, malgrat que ja hagués deixat de ser la presentadora des de feia temps.

### 2009−2010
El 2009 després de sis temporades, l'actriu decideix deixar la sèrie, juntament amb Chad Michael Murray, un altre dels protagonistes anomenat Lucas Scott.
Hilarie, juntament amb Kelly Tenney, van crear una producció amb el nom de Southern Gothic Productions. I amb el nom d'aquesta productora van fer dos curtmetratges, on apareixen els personatges protagonistes de One Tree Hill. Els dos curtmetratges es diuen: The Friendship Union Community Theater i The True Love Tale of Boyfriend and Girlfriend. La darrera ha estat narrada per Cullen Moss i dirigida per Nicholas Gray.

### 2010−actualitat
Posteriorment es va tornar a traslladar a Nova York, per exercir un paper en la sèrie criminal White Collar de FBI, interpretant una investigadora d'assegurances amb el nom de Sara Ellis.
El 2012 Hilarie va començar a treballar per la ABC, on va aconseguir un paper en tres episodis de la novena temporada de la famosa sèrie Anatomia de Grey, on prèviament el seu marit havia treballat i interpretat el pacient Denny Duquette. En aquesta sèrie provoca la ruptura d'una parella. També va aconseguir un paper en un episodi de la sèrie policíaca de comèdia i drama anomenada Castle.

## Filmografia

### Cinema
| Any  | Títol                                        | Paper           | Notes |
| ---- | -------------------------------------------- | --------------- | ----- |
| 2005 | Our Very Own                                 | Bobbie Chester  |       |
| 2007 | Normal Adolescent Behavior                   | Ryan            |       |
| 2007 | Solstice                                     | Alicia          |       |
| 2008 | The List                                     | Jo Johnston     |       |
| 2008 | The Secret Life of Bees                      | Deborah Owens   |       |
| 2009 | The True-Love Tale of Boyfriend & Girlfriend | Xicot           |       |
| 2010 | Bloodworth                                   | Hazel           |       |
| 2012 | Naughty or Nice                              | Krissy Kringle  |       |
| 2013 | Nadal al pantà                               | Katherine "Kat" |       |

### Televisió
| Any       | Títol              | Format             | Paper              | Notes           |
| --------- | ------------------ | ------------------ | ------------------ | --------------- |
| 2000      | MTV Music Awards   | Especial TV        | Ella mateixa       |                 |
| 2002      | Dawson's Creek     | Sèrie de TV        | VJ Hilarie         |                 |
| 2003      | MTV Does Miami     | Sèrie de TV        | Ella mateixa       |                 |
| 2003      | The Real World     | Sèrie de TV        | Ella mateixa       |                 |
| 2003-2009 | One Tree Hill      | Sèrie de TV        | Peyton Sawyer      |                 |
| 2008      | Little Britain USA | Sèrie de TV        | Estudiant lesbiana | 1 episodi       |
| 2010-2013 | White Collar       | Sèrie de TV        | Sara Ellis         | 25 episodis     |
| 2013      | Anatomia de Grey   | Sèrie de TV        | Dr. Lauren Boswell | 3 episodis      |
| 2013      | Hostages           | Sèrie de TV        | Samantha           | 4 episodis      |
| 2013      | Nadal al pantà     | Telefilm           | Katherine          |                 |
| 2014      | Forever            | Sèrie de TV        | Iona Payne         | 1 episodi       |
| 2014      | Black Eyed Dog     | Telefilm           |                    |                 |
| 2015      | Good Ol'Boy        | Telefilm           | Dancy Brunner      |                 |
| 2015      | Surprised by Love  | Telefilm           | Josie Mayfield     |                 |
| 2021      | The Walking Dead   | Sèrie de televisió | Lucille            | 10x22 1 Episodi |

## Curiositats

### Gustos
| Botiga preferida            | Wal-Mart                                                                   |
| Aficions                    | Col·leccionar antiguitats (com el seu pare), fer ganxet i teixir punt      |
| Llibre preferit             | “Dandelion Wine” escrit per Ray Bradbury                                   |
| Pel·lícules preferides      | “Funny Lady” (1975) i “Coal Miner’s Daughter” (1980)                       |
| Programa televisiu preferit | Freak and Geeks                                                            |
| Cantants preferits          | Loretta Lynn / Dolly Parton / Elvis Costello / David Bowie / Elvis Presley |
| Dia festiu preferit         | 4 de juliol (l'aniversari d'una amiga)                                     |